# 天王星冰川
71°24′S 68°20′W / 71.400°S 68.333°W
天王星冰川（英語：Uranus Glacier）是南極洲的冰川，位於亞歷山大一世島東岸，長32公里、寬10公里，最終注入喬治六世海峽，在1935年11月23日由美國探險家發現。